# NGC 3735
NGC 3735 este o galaxie seyfert de tip 2⁠(d) situată în constelația Dragonul. A fost descoperită în 7 decembrie 1801 de către William Herschel. Se află la o distanță de 40,93 de megaparseci de Pământ.